# Троїцька площа (Київ)
Троїцька площа — площа в Печерському районі міста Києва, місцевість Нова Забудова. Розташована між вулицями Фізкультури, Великою Васильківською, Жилянською та НСК «Олімпійським».

## Історія
Площа з'явилася в середині XIX століття. У 1869 році вона отримала назву Либідська площа. Після завершення будівництва Свято-Троїцького собору отримала неофіційну назву Троїцька площа. За радянських часів назву площі було втрачено.
Тут розміщувалися павільйони виставок в Києві. 1901-1902 роках — на території площі побудували Троїцький народний дім (зараз Театр оперети). З 1941 — площа виконує функцію території перед стадіоном.
Також на ній регулярно проводяться міські свята. 26 травня 2018 року тут відбувся офіційний концерт присвячений фіналу Ліги чемпіонів УЄФА, який пройшов на стадіоні «Олімпійський». У заході взяли участь різні зірки української естради, а хедлайнером шоу став популярний британський співак Джон Ньюмен.
Історичну назву відновлено 2018 року

## Зображення

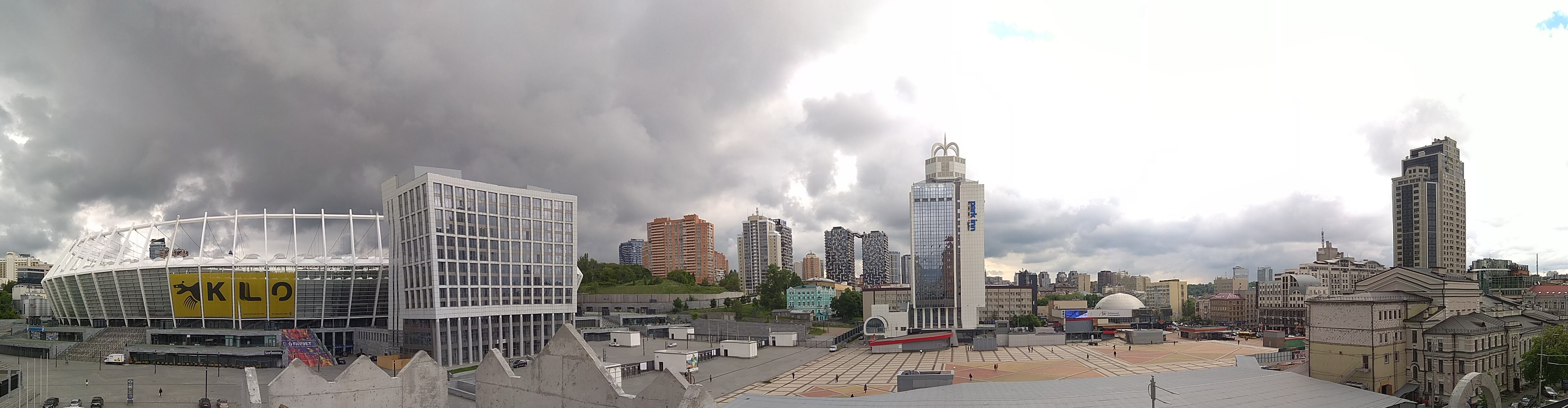
Загальний вигляд площі
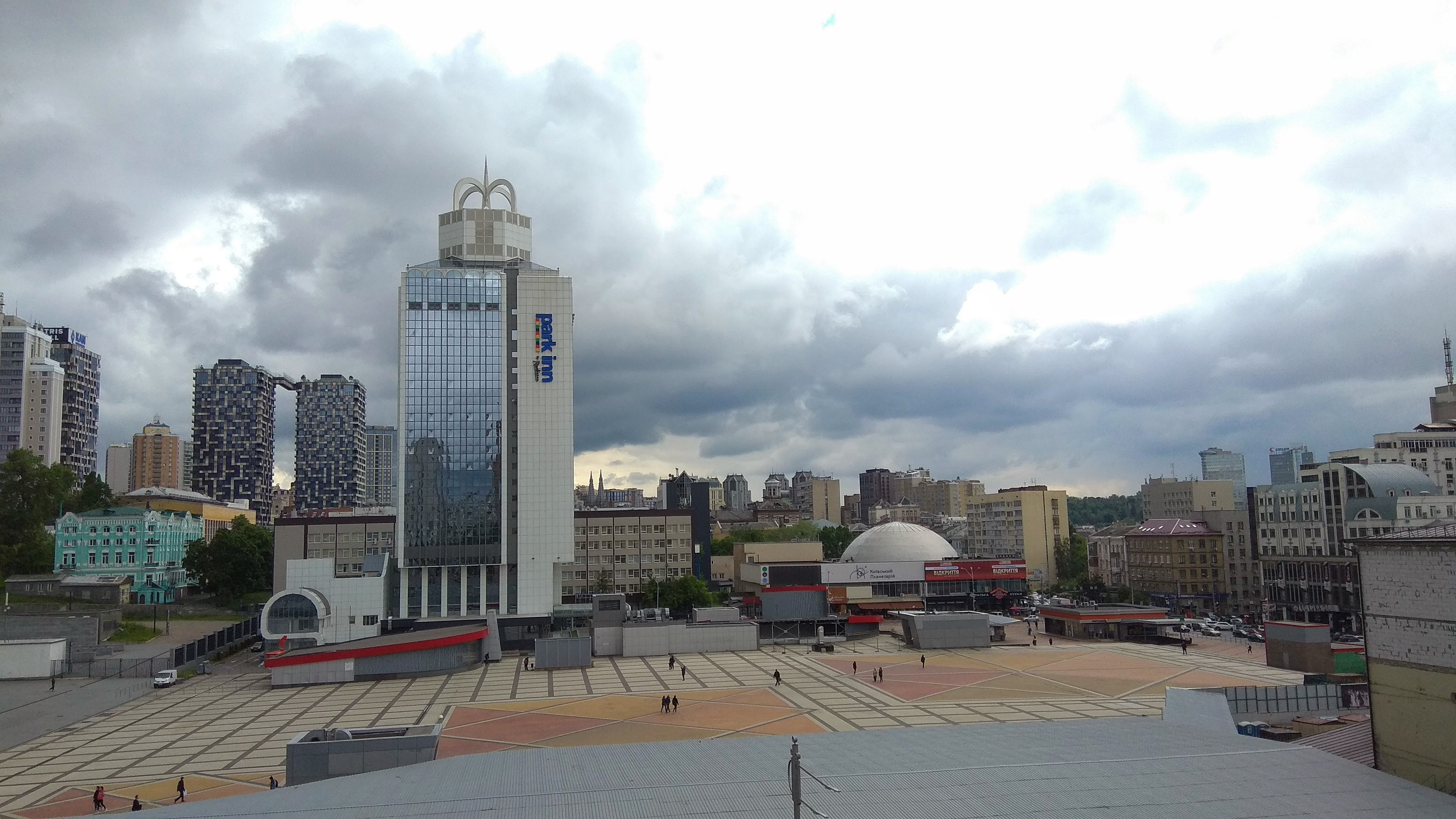
Вигляд площі біля готелю «Park Inn by Radisson»
Вигляд площі біля НСК «Олімпійський»
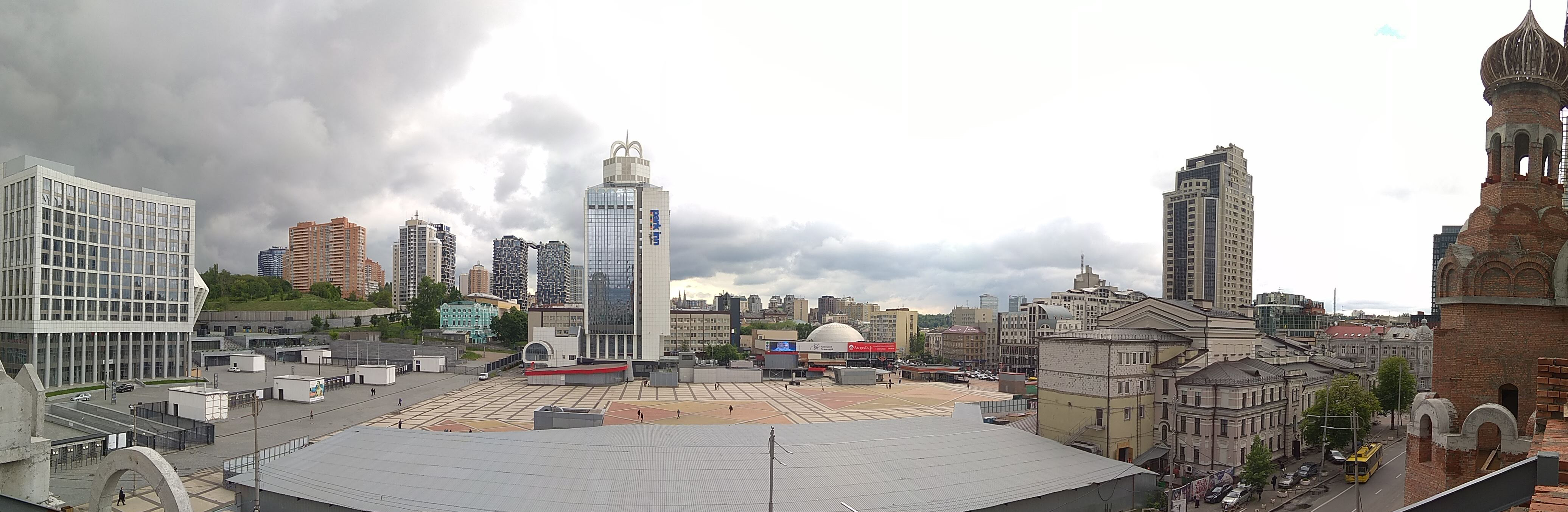
Загальний вигляд площі з даху Троїцького храму